# Gouvernement Kurti II
République du Kosovo
Hoti 
Le gouvernement Kurti II (en albanais : Qeveria Albin Kurti (2)) est le gouvernement de la république du Kosovo depuis le 22 mars 2021, sous la 8e législature de l'Assemblée.

## Historique
Ce gouvernement est dirigé par l'ancien Premier ministre Albin Kurti. Il est constitué et soutenu par une coalition entre Autodétermination (VV) et Guxo (Oser), le Parti démocratique turc du Kosovo (KDTP), la Nouvelle initiative démocratique du Kosovo (IRDK) et le Nouveau Parti démocratique (NDS). La Liste serbe pour le Kosovo (SL) dispose d'un ministre en vertu de la Constitution mais n'appuie pas le gouvernement. Ensemble, ils disposent de 62 députés sur 120, soit 51,7 % des sièges de l'Assemblée.
Il est formé à la suite des élections législatives anticipées du 14 février 2021.
Il succède donc au gouvernement d'Avdullah Hoti, constitué et soutenu par une coalition entre la Ligue démocratique du Kosovo (LDK), l'Alliance pour l'avenir du Kosovo (AAK), l'Initiative sociale-démocrate (NISMA), la Liste serbe et le Parti démocratique turc.

### Formation
Au cours du scrutin, le parti Autodétermination — associée à Oser — l'emporte nettement avec plus de 50 % des suffrages exprimés. Cette avance est telle qu'elle lui permet d'envisager de gouverner sans coalition avec un autre parti albanais, en s'appuyant uniquement sur les partis des minorités,. Déclarant « refuser tout compromis avec l'ancien régime », Albin Kurti annonce son intention de former une coalition avec des députés issus des minorités non-serbes. 
Albin Kurti s'entretient le 18 mars avec les dirigeants des partis des minorités non-serbes siégeant à l'Assemblée, en présence de la présidente par intérim Vjosa Osmani. À l'issue de ces échanges, le Nouveau Parti démocratique, la Nouvelle initiative démocratique et l'Union sociale démocratique (SDU) annoncent qu'ils ont l'intention de soutenir un gouvernement dirigé par Kurti et de voter en faveur d'Osmani lors de l'élection présidentielle. Avec ces trois sièges, VV s'assure l'exacte majorité absolue dans l'hémicycle. Le Parti démocratique turc et la Coalition Vakat se disent ouverts à des négociations sans pour autant se prononcer formellement.

### Investiture
Le 22 mars 2021, l'Assemblée élit le député d'Autodétermination Glauk Konjufca à sa présidence, ce qui fait automatiquement de lui le président de la République par intérim. Il confie aussitôt un mandat de formation du gouvernement à Albin Kurti, qui présente son équipe quelques heures plus tard aux députés et remporte leur confiance par 67 voix pour, 30 contre et aucune abstention.
La Liste serbe refuse de prendre part au vote, considérant que la minorité serbe devrait disposer de deux ministères, contre un dans l'équipe formée par Albin Kurti, qui compte au total trois représentants des Kosovars non-albanais. La SL annonce son intention de saisir à ce propos la Cour constitutionnelle.

## Composition
| Poste                                                                                             | Ministre | Ministre | Parti |
| ------------------------------------------------------------------------------------------------- | -------- | --- | ----- |
| Premier ministre                                                                                  |          | Albin Kurti | VV    |
| Premier vice-Premier ministre Délégué à l'Intégration européenne, au Développement et au Dialogue |          | Besnik Bislimi | VV    |
| Deuxième vice-Première ministre Ministre des Affaires étrangères                                  |          | Donika Gërvalla | Guxo  |
| Troisième vice-Première ministre Déléguée aux Minorités et aux Droits humains                     |          | Émilie Rexhepi | NDS   |
| Ministre de l'Agriculture et des Forêts et du Développement rural                                 |          | Faton Peci | Guxo  |
| Ministre des Communautés et du Retour                                                             |          | Goran Rakić (jusqu'au 01/12/2022) Nenad Rašić | SL    |
| Ministre de la Culture, de la Jeunesse et des Sports                                              |          | Hajrullah Çeku | VV    |
| Ministre de la Défense                                                                            |          | Armend Mehaj | Sans  |
| Ministre de l’Économie                                                                            |          | Artane Rizvanolli | Sans  |
| Ministre de l'Éducation, de la Science, de la Technologie et de l'Innovation                      |          | Arbërie Nagavci | VV    |
| Ministre de l'Environnement, de l'Aménagement du territoire et des Infrastructures                |          | Liburn Aliu | VV    |
| Ministre des Finances, du Travail et des Transferts                                               |          | Hekuran Murati | VV    |
| Ministre de la Santé                                                                              |          | Arben Vitia (jusqu'au 01/10/2021) Dafina Gexha Bunjaku a.i. (jusqu'au 16/11/2021) Rifat Latifi (jusqu'au 06/10/2022) Dafina Gexha Bunjaku a.i. (jusqu'au 26/12/2022) Arben Vitia | VV    |
| Ministre de l'Industrie, de l'Entrepreneuriat et du Commerce                                      |          | Rozeta Hajdari | VV    |
| Ministre de l’Intérieur et des Administrations publiques                                          |          | Xhelal Sveçla | VV    |
| Ministre de la Justice                                                                            |          | Albulena Haxhiu | VV    |
| Ministre des Collectivités locales                                                                |          | Elbert Krasniqi | IRDK  |
| Ministre du Développement régional                                                                |          | Fikrim Damka | KDTP  |